# Anju Inami
Anju Inami (jap. 伊波 杏樹 Inami Anju; ur. 7 lutego 1996 w prefekturze Saitama) – japońska seiyū i piosenkarka związana z Sony Music Artists.

## Życiorys
Ukończyła Yoyogi Animation School. W trakcie oglądania odcinków anime Clannad i Zettai Karen Children zainteresowała się aktorstwem głosowym. W pracy seiyū doceniła to, że aktor nie musi pokazywać swojej twarzy.
W 2012 r. otrzymała drugą nagrodę główną w ramach przesłuchania Anistoteles, zorganizowanego przez Sony Music Artists. W czasie gdy występowała na scenie, miała także swój debiut jako aktorka głosowa w krótkiej animacji Hinata no Aoshigure.
Inami była fanką Love Live! i grupy idolek μ's jeszcze zanim została zaangażowana do projektu. Serial poznała dzięki swojej znajomej, która zaprezentowała jej grę Love Live! School Idol Festival. W końcu Inami została obsadzona w charakterze głównej postaci, jako Chika Takami, w drugiej generacji serii pt. Love Live! Sunshine!!, i dołączyła do grupy idolek Aqours. Przez fanów franczyzy i pozostałe członkinie Aqours jest nazywana „Anchan”.